# 자연 현상의 목록
자연 현상의 유형은 다음을 포함한다:
- 기상, 안개, 천둥, 토네이도, 그리고 생물학적 프로세스, 분해, 발아, 그리고 물리적 프로세스, 파랑 전파, 침식, 그리고 조석, 자연재해(전자기 펄스, 분화, 지진).[1][2]

## 생물학

분해.

- 분해
- 물질대사
  - 이화작용
  - 합성대사
  - 발효
- 성장
- 개체수 감소
  - 과군중

## 화학

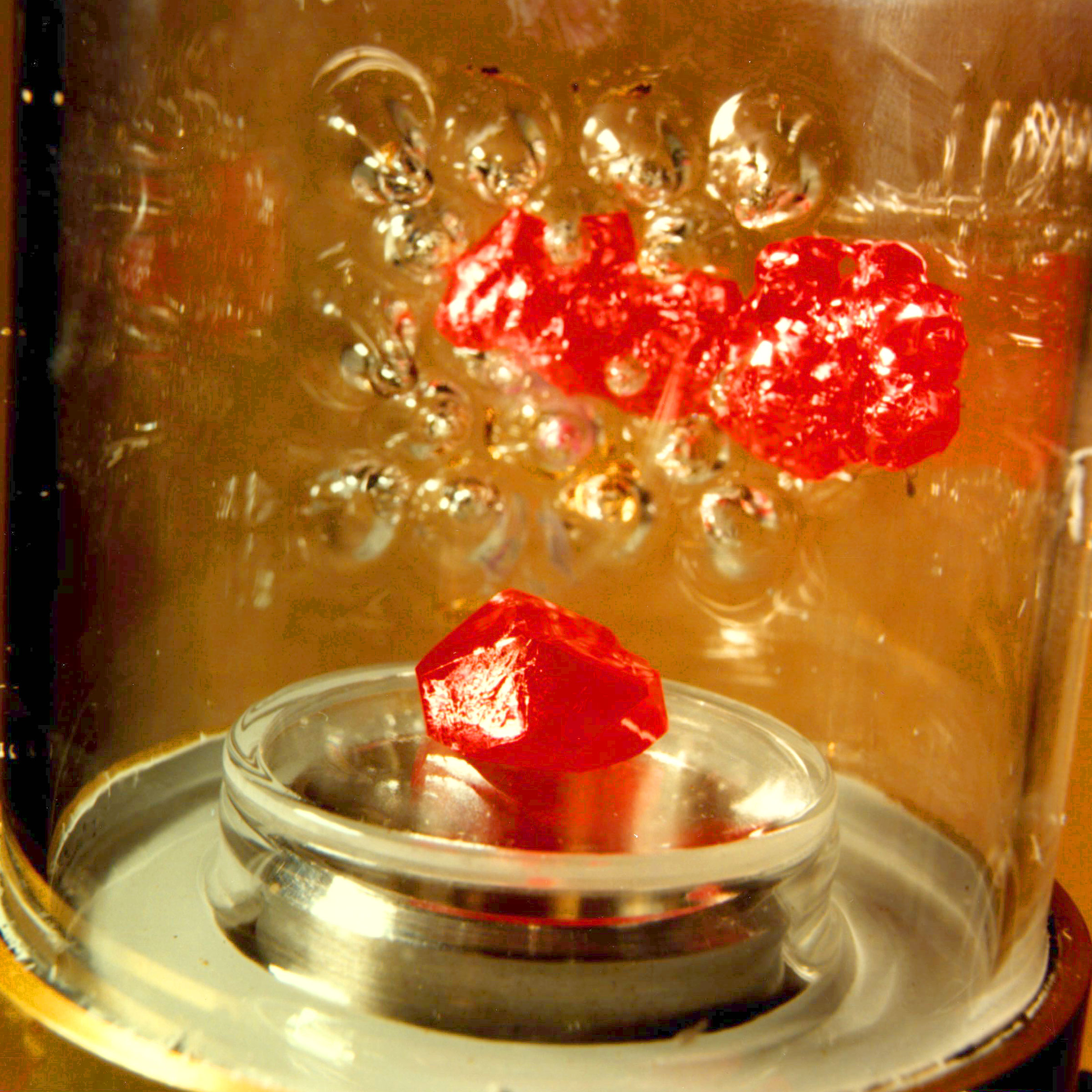
VCGS 용광로의 결정

- 결정 성장
- 산화·환원 반응
  - 불
  - 녹

## 지질학

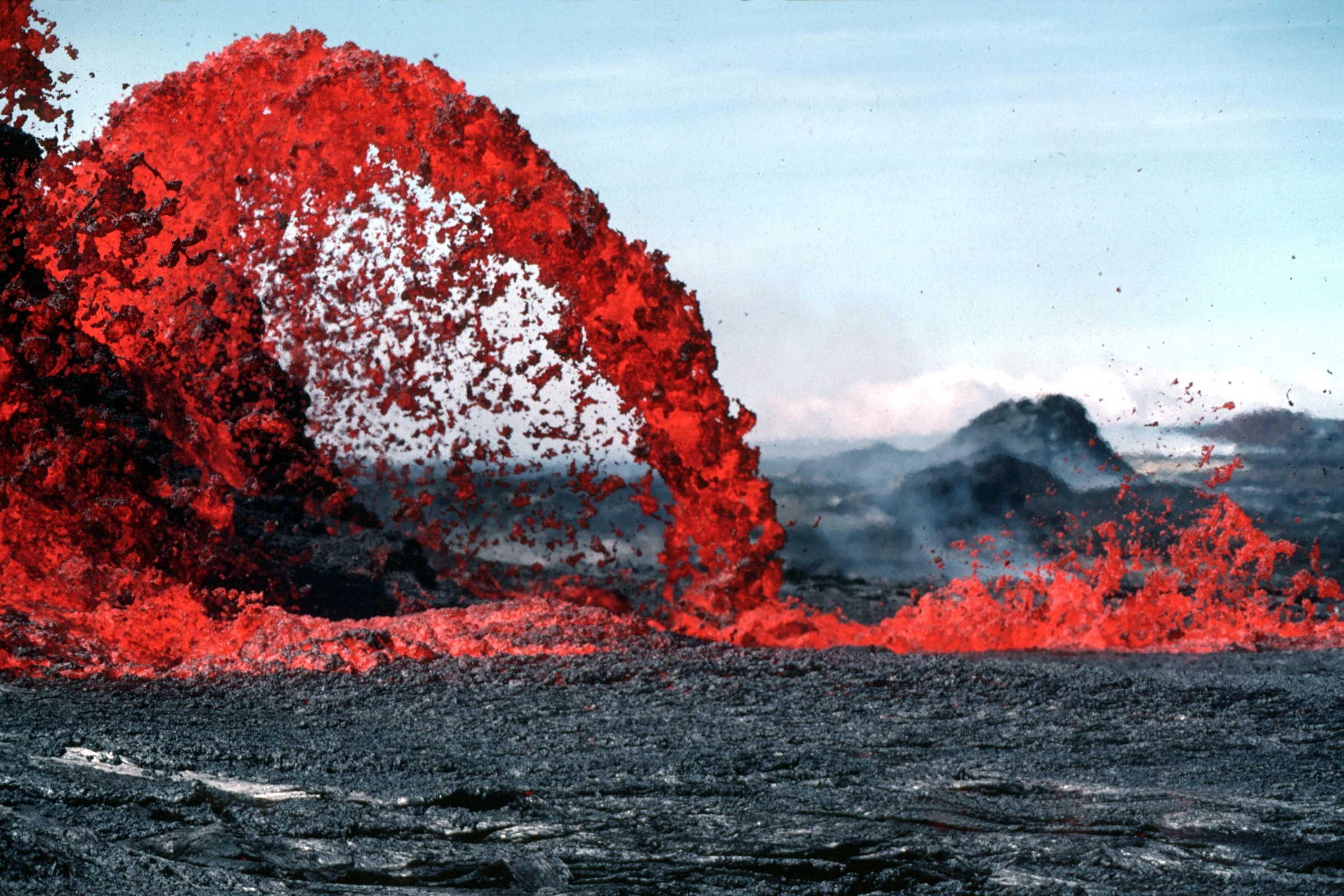

지질학적 프로세스에는 침식, 퇴적, 화산 활동(간헐 온천, 지진 등)이 포함된다.

## 기상학
격렬한 기상학적 현상은 폭풍이라고 한다. 규칙적이고 순환적인 현상에는 계절과 대기대순환이 포함된다. 기후 변화는 종종 반규칙적이다.

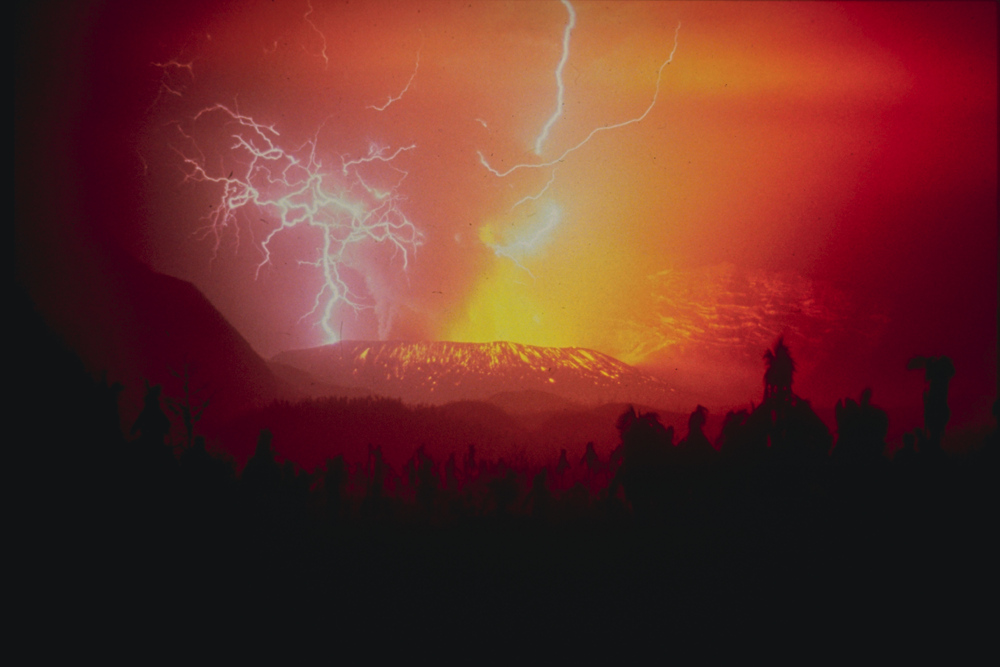
1982년에 갈룽궁산 화산이 폭발하는 중에 번개가 치고 있다
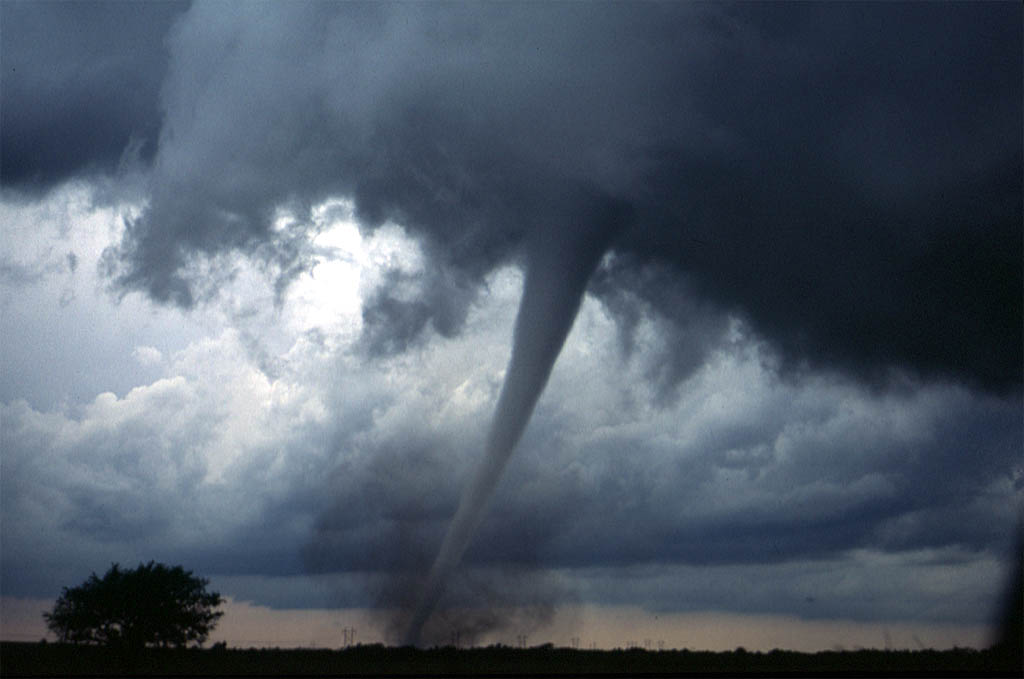
A 1999년 5월 3일 오클라호마주 중부의 토네이도

### 대기 광학 현상
| - 오로라 - 틈새빛살 - 녹색 광선 - 연무 - 빙영 - 빛 기둥 - 달무지개 | - 환월(무리달) - 무지개 - 서브선 - 환일 - 수공(water sky) - 흑백 무지개(monochrome Rainbow) |

### 핵과 전기
- 기본 입자 상호작용
- 초신성

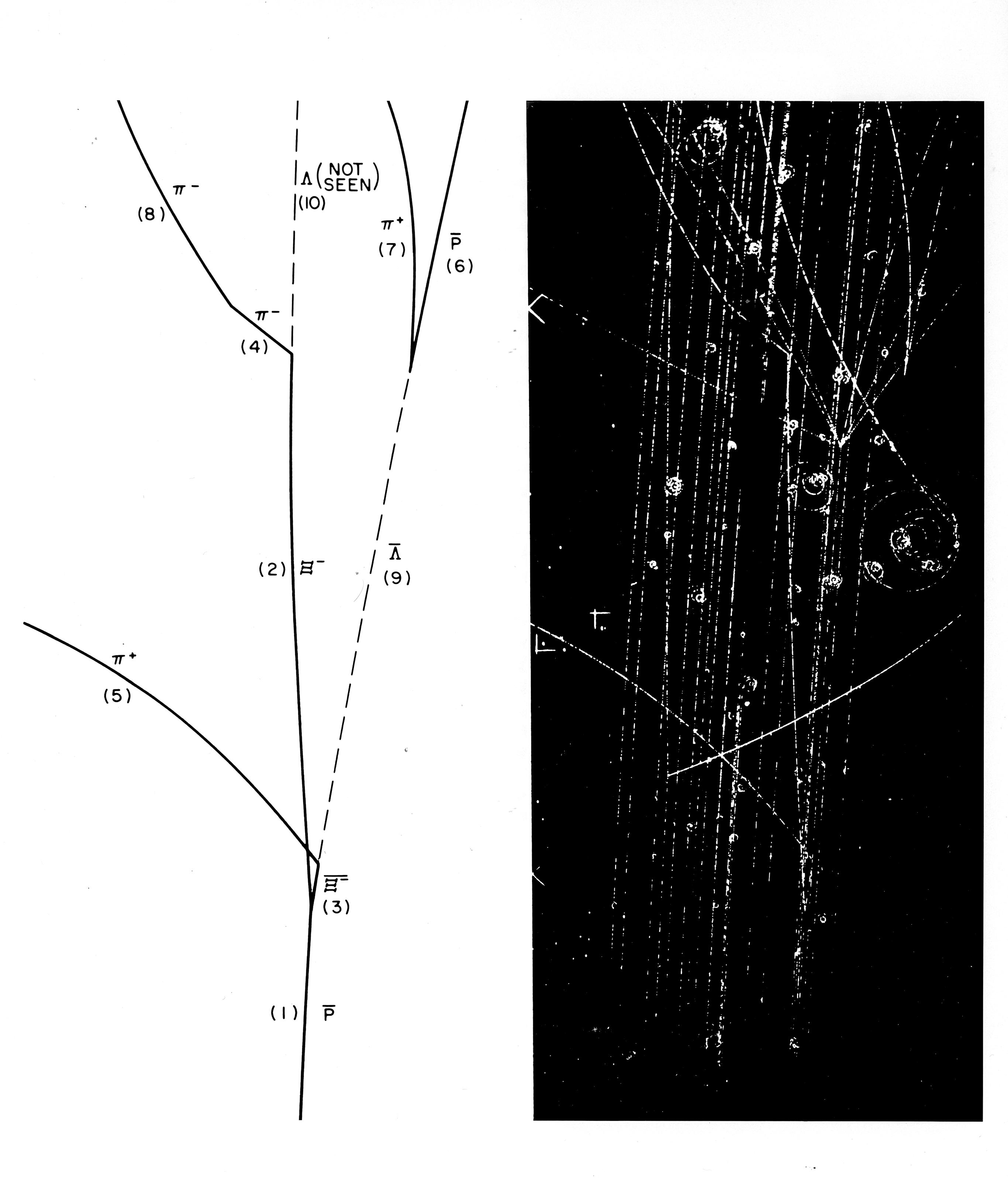
액화 수소 기포 상자의 모습
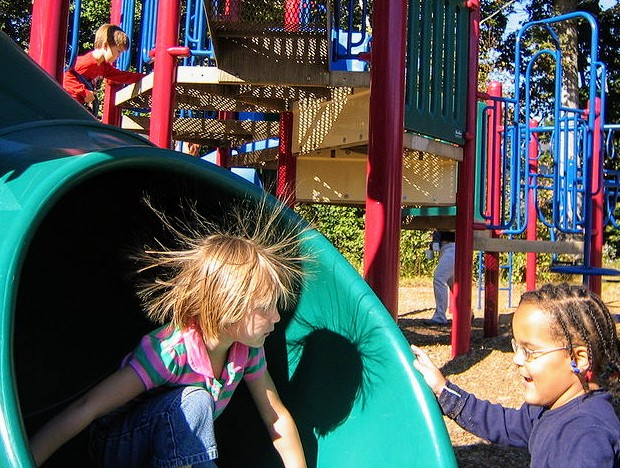
정전기의 영향에 대한 어린이를 위한 고지
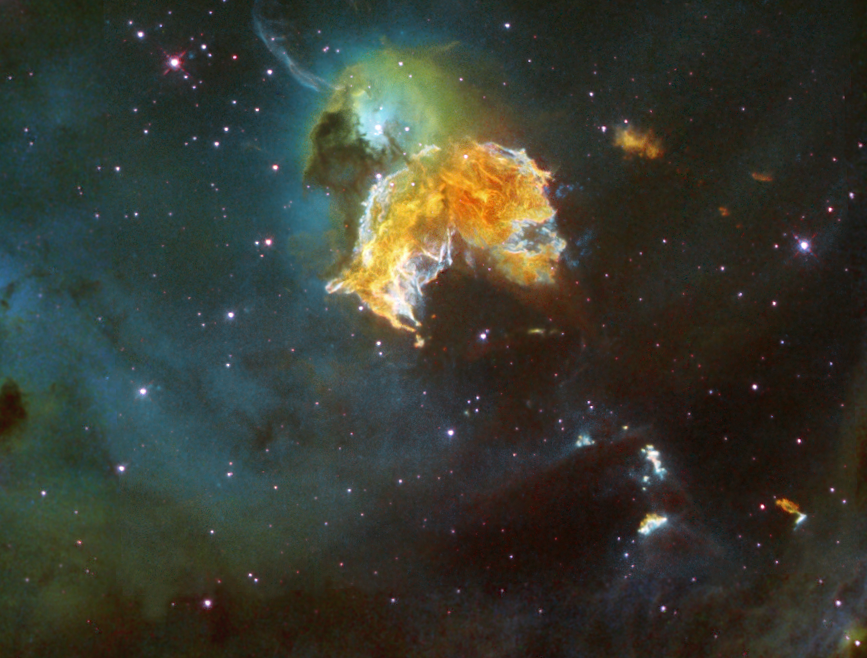
초신성

### 해양학

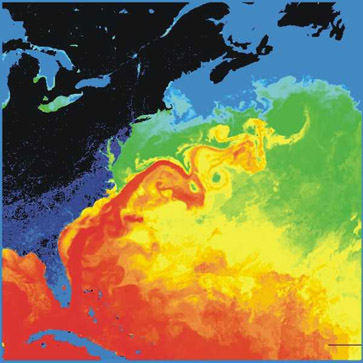
걸프스트림

- 해양학 현상에는 지진해일, 해류, 쇄파가 포함된다.

## 물리학
- 중력

## 같이 보기
- 생물 연표
- 유물론
- 백야
- 자연 환경
- 자연
- 자연 연표